# Pascal Stenzel
Pascal Stenzel (Bünde, Alemania, 20 de marzo de 1996) es un futbolista alemán. Juega como defensa y su equipo es el VfB Stuttgart de la 1. Bundesliga alemana.

## Trayectoria

### VfL Osnabrück
Stenzel llegó al Osnabrück Sub-17 en 2011, proveniente del equipo juvenil del Arminia Bielefeld. Con este equipo disputó dos temporadas de la B-Junioren Bundesliga Nordost: en la edición 2011-12 jugó 19 partidos y marcó un gol ante el Dinamo Dresde Sub-19. En la segunda temporada en el equipo tuvo más continuidad y en 24 partidos jugados consiguió anotar 7 goles, incluido un doblete ante el equipo juvenil del Rot-Weiß Erfurt en una goleada 0-3.

### Borussia Dortmund
En junio de 2013 llegó libre al Borussia Dortmund sub-19 y debutó en la primera fecha de la A-Jugend Bundesliga West, ante el F. C. Colonia sub-19. Con el equipo negro y amarillo dejó de jugar de lateral derecho, como lo hacía en el Osnabrück, y comenzó a ser alineado en la posición de medio-centro defensivo. Stenzel fue titular en casi todos los partidos de la temporada 2013-14 y marcó 8 goles y repartió 5 asistencias en 19 partidos. En la segunda temporada con el club, fue elegido capitán y llevó al Borussia Dortmund Sub-19 al quinto puesto de la tabla, participando en tres goles (dos anotados y una asistencia).
Para la temporada 2015-16, llamó la atención del entrenador del primer equipo, Thomas Tuchel, quien lo convocó para los partidos ante Odds BK, Wolfsberger AC, Chemnitzer FC e FC Ingolstadt 04. El 10 de diciembre de 2015 hizo su debut en un partido oficial con el club cuando fue titular y jugó los 90 minutos en la derrota del Borussia Dortmund 0-1 ante el  PAOK Salónica por la Liga Europa.

### SC Friburgo
El 29 de enero de 2016 el Borussia Dortmund anunció la cesión de Pascal Stenzel hasta junio de 2017.

## Selección nacional
Pascal Stenzel ha sido internacional con las selecciones sub-19 y sub-20 de Alemania: con la sub-19 debutó en noviembre de 2014 en un partido amistoso ante Inglaterra que terminó 1-1. Stenzel entró en el minuto 70, sustituyendo al delantero del VfB Stuttgart, Timo Werner. Casi un año más tarde, el 3 de noviembre de 2015, debutó como titular en la victoria 2-0 de Alemania Sub-20 sobre Italia, saliendo en el minuto 46 por Mahmoud Dahoud.

## Clubes
| Club                    | País     | Año       |
| ----------------------- | -------- | --------- |
| Borussia Dortmund       | Alemania | 2015-2017 |
| S. C. Friburgo (cedido) | Alemania | 2016-2017 |
| S. C. Friburgo          | Alemania | 2017-2020 |
| VfB Stuttgart (cedido)  | Alemania | 2019-2020 |
| VfB Stuttgart           | Alemania | 2020-     |

## Palmarés

### Campeonatos nacionales
| Título           | Club          | País     | Año  |
| ---------------- | ------------- | -------- | ---- |
| Copa de Alemania | VfB Stuttgart | Alemania | 2025 |